# Nachtsöllberg
Der Nachtsöllberg, wohl auch Guggenkögele, ist ein 1886 m ü. A. hoher, bekreuzter Gipfel in den Kitzbüheler Alpen in Tirol. Er liegt direkt
südlich oberhalb von Westendorf und gilt als dessen Hausberg.
Als nördlichster Gipfel eines Bergzuges folgt dann südlich der Fleiding, Brechhorn, Großer Tanzkogel und Geige.
Am einfachsten ist der Gipfel durch Nutzung der Alpenrosenbahn als Teil der SkiWelt Wilder Kaiser – Brixental zu erreichen, deren Bergstation bis kurz unterhalb des Gipfels führt.